# كأس اليونان 1984–85
كأس اليونان 1984–85 (باليونانية: Κύπελλο Ελλάδος ποδοσφαίρου ανδρών 1984-85)‏ هو الموسم 43 من كأس اليونان. أشرف على تنظيمه الاتحاد الإغريقي لكرة القدم، وكان عدد الأندية المشاركة فيه 76، وفاز فيه نادي لاريسا.